# Telly Savalas
Aristoteles "Telly" Savalas, (Nova York, 21 de gener de 1922 - Universal City, Califòrnia, 22 de gener de 1994) va ser un actor de cinema i televisió estatunidenc.
Telly Savalas és recordat pel seu personatge a la sèrie Kojak Theo Kojak, un dur i galant tinent de policia de Nova York conegut per la seva calvície intencionada i pels seus típics xupa-xups.

## Biografia
Va ser el segon de cinc fills nascuts del matrimoni format per la greco-americana Christina Savalas, artista de Nova York, i Nick Savalas, amo d'un restaurant grec.
Telly va ser batejat com Aristoteles Savalas i Telly és el seu diminutiu del seu nom i així se’l coneixeria.
Va tenir la seva primera feina a l'edat de 10 anys i va entrar a l'Escola Secundària Sewanhaka a Nova York, inicialment només parlava grec, però va aprendre anglès i es va graduar el 1940. Després de la graduació de, va treballar com a salvavides, però en una ocasió, va fracassar rescatant un home d'ofegar-se, morint malgrat els seus esforços; això va afectar Savalas per a la resta de la seva vida.
Quan va entrar a la Universitat de Colúmbia, Savalas va anar a diversos cursos, com a anglès, ràdio i psicologia. Més tard va estudiar actuació a la Manchester University a Anglaterra. Va ser aleshores quan es va enamorar de la ràdio i la televisió.
Savalas va estar entre els anys 1943-1946 a l'Exèrcit, durant la Segona Guerra Mundial, treballant per al Departament d'Estat dels Estats Units, patrocinant "la veu d'Amèrica", després a l'ABC News.
Als 30 anys, va treballar en una ràdio, en un programa informal d'entrevistes en el que feia d'amfitrió en una cafeteria típica a la ciutat de Nova York. En una de les seves funcions, va tractar amb l'actriu Ava Gardner que va estar com a estrella convidada, en directe.
Després Telly va ser director executiu d'informatius a la cadena ABC, on destacaria el seu característic timbre de veu.
Més tard, Savalas va actuar en el programa de televisió Teatre Armstrong Circle (1959) i després en la sèrie "El testimoni" com a Lucky Luciano, on l'actor consagrat Burt Lancaster "el va descobrir" i el va introduir a la meca del cinema. Lancaster seria un dels seus millors amics i aquesta amistat duraria fins al final de les seves vides.
Savalas va ser convidat a realitzar un paper de fiscal de districte idealista en el melodrama El Jove Salvador (1961).
Va ser nominat per a l'Oscar al millor actor secundari pel seu paper de sàdic Gómez d'Alcatraz (1962).
Va aconseguir el paper de Ponç Pilat al film bíblic The Greatest Story Ever Told (1965). Des d'aquesta interpretació Savalas va triar romandre completament calb i amb aquesta aparença distintiva va aconseguir romandre en la memòria dels cinèfils.
Savalas va actuar també a The Dirty Dozen (1967), una pel·lícula d'acció del director Robert Aldrich, i va reaparèixer fent dos papers diferents en dos remakes de la pel·lícula adaptada per a la TV.
Més tard va realitzar films que es van convertir en clàssics, com ara: Kelly's Heroes (1970), i The Scalphunters (1968), una pel·lícula de l'Oest que va revelar els perfils socials del racisme durant el moviment de Garanties Constitucionals.

## La influència de Kojak
La seva carrera es va consagrar al film de T.V Marcus Nelson Murders (transmès per Tv-Movie Radiodifusión el 1973) on ell va quedar encasellat com el detectiu Theo Kojak.
Savalas va aprofitar la seva fama com a Kojak assolint gran notorietat i la sèrie va durar 5 anys sent transmesa per la Xarxa Radiodifusora de Columbia (1973-1978).
Durant aquells anys, el seu estil de vida va canviar comprant una mansió a Colorado. Va ser autor musical, registrant alguns àlbums, com "Telly" (1974) i "Who Loves Now, Baby" (1976).
El 1977 va dirigir la pel·lícula Més enllà de la raó.
Després de la sèrie Kojak, Savalas va repetir el personatge Theo Kojak en diversos telefilms basats en el seu personatge.
Al llarg de la seva vida, Telly Savalas va fer de guionista, director, i productor. Va conquerir diversos premis Emmy, el Peabody, i Globus d'Or.
El 1990, l'alcaldia de la ciutat de Nova York va declarar al film "Marcus-Nelson Murders" com la pel·lícula oficial de la ciutat de Nova York, i va honrar a Telly Savalas amb les claus de la ciutat.
Savallas va quedar sempre associat al personatge que li va donar fama i malgrat que va fer intents de desencasellar-se no va poder o no va voler fer-ho de manera determinant, ja que era la seva veta de fama, reconeixement i diners.

## Vida personal
Savalas va tenir fama de faldiller i va estar casat tres vegades. El primer casament va ser després de la mort del seu pare, amb el seu amor de la universitat, Katherine Nicolaides. Van tenir una filla, Christina (nascuda el 1950).
El 1957, Katherine va sol·licitar el divorci després que es va assabentar de Telly defugia constantment a proveïdors i tenia una economia deficitària.
El 1960, es va casar amb Marilyn Gardner, una instructora teatral. L'any següent del seu casament, la parella va donar a llum una filla, Candice (nascuda el 1961) i una segona filla, Penelope, nascuda el 1963.
El 1969, en treballar en la pel·lícula de la saga James Bond al costat de Diana Rigg i George Lazenby, 007 al servei secret de Sa Majestat, Savalas va conèixer una altra dona, Sally Adams, mentre estava de vacances a Anglaterra. Anys més tard de relació (1969 i 1973), van tenir un fill anomenatt Nick (nascut el 1973). Finalment Marilyn Gardner va sol·licitar el divorci a Savalas el 1974. La seva fillastra, la filla natural de Sally Adams, de nom Nicolette Sheridan (nascuda el 1963) és també una actriu, i la seva fillola és Jennifer Aniston, una actriu que ha triomfat a la sèrie Friends. Aquesta relació va durar fins a 1977.
El 1977, durant els seus últims dies de treball com Theo Kojak, va conèixer la seva última parella, Julie Hovland, una agent de viatges de Minnesota, i es va enamorar d'ella. Aquell mateix any es van casar i van tenir dos fills més: Christian i Ariana.
Després de tornar al seu paper de Theo Kojak en els anys 1980, i ja amb 60 anys va començar a perdre parents propers, primer George Savalas, el seu germà, que va fer el paper del Detectiu Stavros en la sèrie original Kojak, i que va morir el 1985 de leucèmia. El 1984, va morir Christina, la seva mare que sempre li havia estat molt propera.

## Últims anys
Aquell mateix any de 1984, fatal per a Savalas, li va ser diagnosticat un agressiu càncer de pròstata. Ell simplement va ignorar la malaltia i va refusar l'assistència mèdica fins al 1993 quan ja estava ramificat i no li quedava gaire temps de vida.

Savalas va morir el 22 de gener de 1994 a Califòrnia, just a l'endemà del seu 72è aniversari. La causa van ser les complicacions de càncer de pròstata.
Al seu enterrament hi van anar actors i actrius com Angie Dickinson, Nicolette Sheridan, Jennifer Aniston, Sally Adams, Frank Sinatra, Don Rickles, Kevin Dobson, Dan Frazer i Vince Conti. Però el seu millor amic, Burt Lancaster no va poder per la seva delicada salut. Lancaster va morir només 9 mesos després de la mort de Savalas. Savalas va ser enterrat al cementiri George Washington Memorial de Los Angeles, Califòrnia.

## Filmografia
Pel·lícules on va fer de malvat:
- Mad Dog Coll (1961)
- The Young Savages (1961)
- Johnny Cool (1963)
- L'home del Diners' Club (The Man from the Diner's Club) (1963)
- Love Is a Ball (1963)
- The Greatest Story Ever Told (1965) com a Pontius Pilate
- The Slender Thread (1965)
- Beau Geste (1966) com a Sergeant Dagineau
- Els dotze del patíbul (The Dirty Dozen) (1967) com a Archer Maggott
- The Karate Killers (1967) com a Count Valeriano De Fanzini
- The Scalphunters (1968) com a Jim Howie
- The Assassination Bureau (1969)
- 007 al servei secret de Sa Majestat (On Her Majesty's Secret Service) (1969) com a Ernst Stavro Blofeld
- Land Raiders (1969)
- Crooks and Coronets (1969) com a Herbie Haseler
- L'or d'en Mackenna (Mackenna's Gold) (1969) com a Cavalry Sergeant Tibbs
- Violent City (1970)
- A Town Called Bastard (1971)
- Pancho Villa (pel·lícula) (1972)
- Crime Boss (1972)
- Scenes from a Murder (1972)
- Sonny and Jed (1972)
- Horror Express (1973)
- Lisa and the Devil (1973)
- A Reason to Live, a Reason to Die (1973)
- Senza Ragione també tituladaRedneck (1973)
- Inside Out (1975)
- Killer Force (1976)
- Beyond Reason (1977)
- Més enllà de l'aventura del Posidó (Beyond the Poseidon Adventure) (1979) com a Doctor Stefan Svevo
- Tales of the Unexpected: Completely Foolproof (1981) com a Joe Brisson
- Els bojos del Cannonball 2 (Cannonball Run II) (1984) com a Hymie Kaplan
- Gobots: Battle of the Rock Lords (veu) (1986)

Altres pel·lícules on va participar però no va fer de malvat:
- L'home d'Alcatraz (Birdman of Alcatraz) (1962) com a Feto Gomez
- Cape Fear (1962)
- Love Is a Ball (1963) com a P.I. Charles Sievers
- The New Interns (1964)
- Genghis Khan (pel·lícula del 1965 (1965) com a Shan
- The Slender Thread (1965)
- La batalla de les Ardenes (Battle of the Bulge) (1965) com a Tank Sergent Guffy
- Sol Madrid (1968)
- Buona sera, Sra. Campbell (Buona Sera, Mrs. Campbell) (1968)
- Els herois de Kelly (Kelly's Heroes) (1970) com a Sargent Major "Big" Joe
- Pretty Maids All in a Row (1971)
- Clay Pigeon (1971)
- Inside Out (1975) com a Harry Morgan
- Capricorn u (Capricorn One (1978) com a Albain, el pilot del biplà
- Evasió a Atenea (Escape to Athena) (1979) com a Zino
- Border Cop (1979) com a Frank Cooper
- Nevada Heat (1982) com a Detectiu
- The Adventures of Alice in Wonderland (1985) com a Gat Somrient
- Els dotze del patíbul: Missió mortal (The Dirty Dozen: The Deadly Mission) (1987) com a Major Wright
- Faceless (1988) com a Terry Hallen
- The Dirty Dozen: The Fatal Mission (1988) com a Major Wright